# تفنن ۹۷۴۷۲
سیارک ۹۷۴۷۲ (به انگلیسی: 97472 Hobby، نامگذاری:2000CB41) نود و هفت هزار و چهارصد و هفتاد و دومین سیارک کشف شده‌است که در ۶ فوریه ۲۰۰۰ کشف شد.